# Snarky Puppy

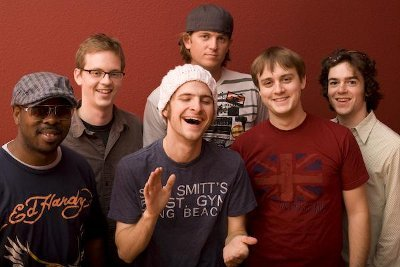
Snarky Puppy

Snarky Puppy is een collectief van muzikanten dat vooral fusion speelt. De thuisbasis van het collectief is in Brooklyn, New York. Ze spelen instrumentale muziek, een mix van funk, jazz en soul, met de nodige invloeden vanuit de progressieve rock. Het collectief wordt geleid door de bassist, componist en muziekproducent Michael League. In 2004 werd het collectief opgericht op de University of North Texas in Denton, Texas, waar een groot aantal leden van het collectief student is geweest.

## Bezetting
Het collectief bestaat uit een sterk wisselende groep van muzikanten. De kern bestaat uit Michael League (bas), Bob Lanzetti, Chris McQueen, Mark Lettieri (gitaar), Nate Werth (percussie), Bill Laurance (toetsen) en Jay Jennings (trompet). Andere muzikanten die regelmatig deel uitmaken van het collectief zijn Cory Henry, Shaun Martin en Mike Maher.
Naast instrumenten die bij de meeste bands voorkomen, zoals drums, bas, elektrische gitaren en keyboards, maakt het collectief ook veel gebruik van andere instrumenten zoals een resonatorgitaar, cello, altviool en klarinet.

## Discografie
- The Only Constant (2006)
- The World is Getting Smaller (2007)
- Bring Us the Bright (2008)
- Tell Your Friends (2010)
- groundUP (2012)
- Amkeni w/ Bukuru Celestin (2013)
- Family Dinner - Volume 1 (2013)
- We Like It Here (2014)
- Sylva (Snarky Puppy album)|Sylva w/ Metropole Orkest (2015)
- Family Dinner - Volume 2 (2016)
- Culcha Vulcha (2016)
- Immigrance (2019)
- Live at the Royal Albert Hall (2020)
- Empire Central (2022)